# 亞雷塔尼山
18°8′37″S 68°21′0″W / 18.14361°S 68.35000°W
亞雷塔尼山（Yaritani），是玻利維亞的山峰，位於該國西部奧魯羅省的薩亞馬省，處於萬卡拉尼山西南面，屬於安第斯山脈的一部分，海拔高度5,006米。